# Acacia cyclops

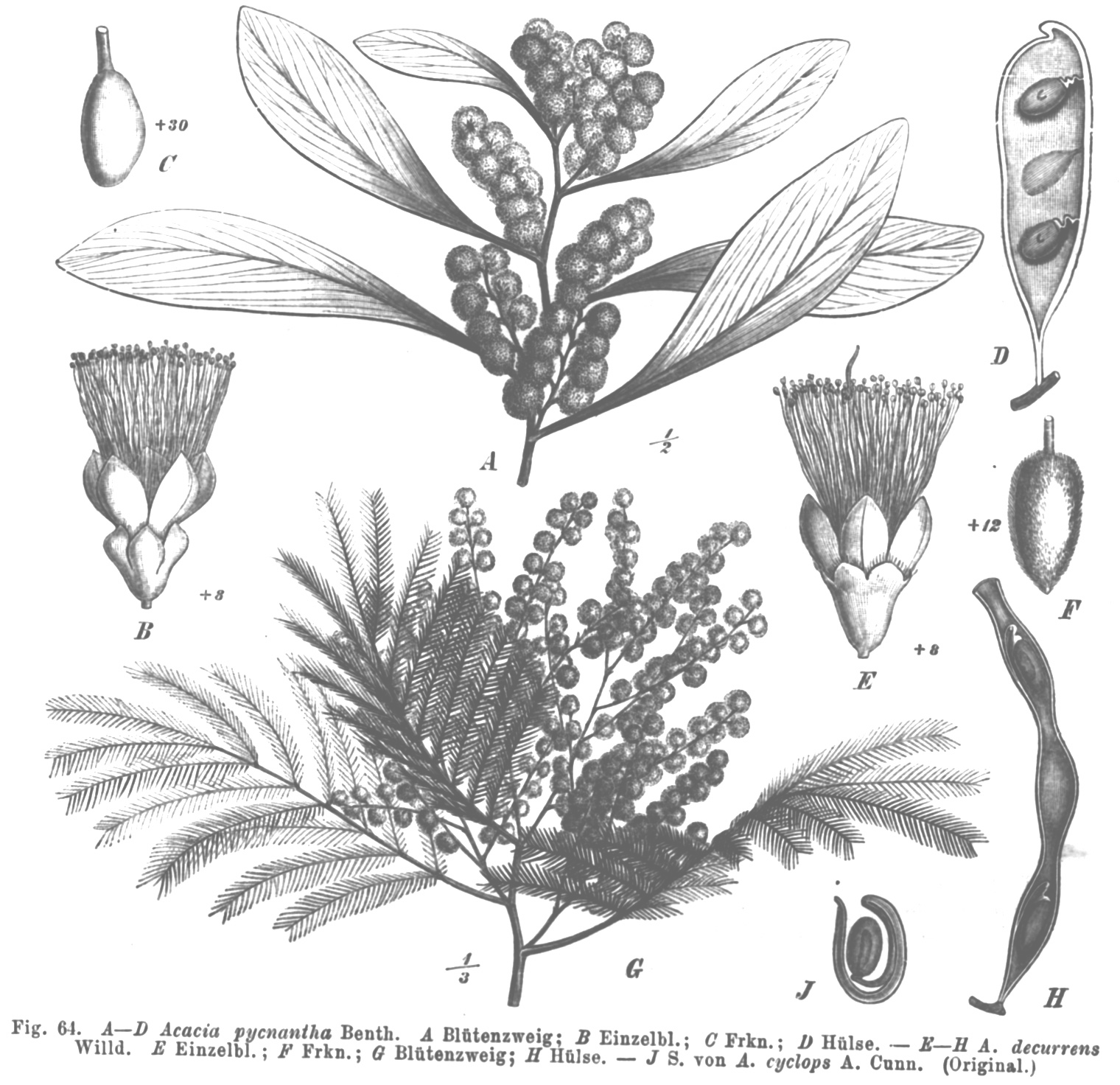
Il·lustració

Acacia cyclops és un arbust de la família de les lleguminoses, caracteritzat per mesurar 3-4 m d'alçada, posseint fil·lodis amb nervis més o menys paral·lels i unes flors que es troben disposades en glomèruls solitaris o geminats. Llegums més o menys concèntrics i llavor envoltada d'un funicle taronja.

## Distribució i hàbitat
És originari de l'oest i sud d'Austràlia; utilitzat per a la repoblació, és també una planta ornamental i serveix per a millorar de recorreguts i, sobretot, per a la fixació de sòls; excel·lent fixador de dunes marítimes; bons resultats també en sòls de maresmes. Pisos inframediterrani i mesomediterrani. Està naturalitzada a les costes de Portugal, a Gibraltar i a l'est i sud-est de la península Ibèrica (d'Almeria a la província de València).
Habita sobretot a penyals marítims i dunes o arenals costaners.

## Taxonomia
Acacia cyclops va ser descrita per A.Cunn. ex G.Don i publicada a A General History of the Dichlamydeous Plants 2: 404. 1832.

### Etimologia
- Acacia: nom genèric derivat del grec ακακία (akakia), que va ser atorgat pel botànic grec Dioscòrides (A.C. 90-40) per l'arbre medicinal A. nilotica al seu llibre De Materia Medica.[5] El nom deriva de la paraula grega ακις (akis, "espines").[6]
- cyclops: epítet que significa "gegant, ciclop", com els ciclops mitològics.[7]

#### Sinonímia
- Acacia cyclopsis G. Don
- Acacia cyclopis Loudon
- Acacia eglandulosa DC.
- Acacia mirbelii Dehnh.[8]